# ノース・アンドロス
ノース・アンドロス（英語: North Andros）はバハマの県である。県都はニコルズ・タウン（Nicholls Town）。

## 隣接行政区画
- セントラル・アンドロス
- ニュープロビデンス島

## 主な集落
- Red Bays
- Morgan's Bluff
- Lowe Sound
- ニコルズ・タウン（英語版）
- Conch Sound
- San Andros
- Mastic Point
- Stafford Creek
- Blanket Sound
- Staniard Creek
- Love Hill

## 交通
- アンドロス・タウン空港（英語版）
- サン・アンドロス空港（英語版）